# Saint-Just, Puy-de-Dôme
Saint-Just är en kommun i departementet Puy-de-Dôme i regionen Auvergne-Rhône-Alpes i centrala Frankrike. Kommunen ligger i kantonen Viverols som tillhör arrondissementet Ambert. År 2022 hade Saint-Just 147 invånare.

## Befolkningsutveckling
Antalet invånare i kommunen Saint-Just
| Referens: INSEE |